# Mariä Himmelfahrt (Sarching)

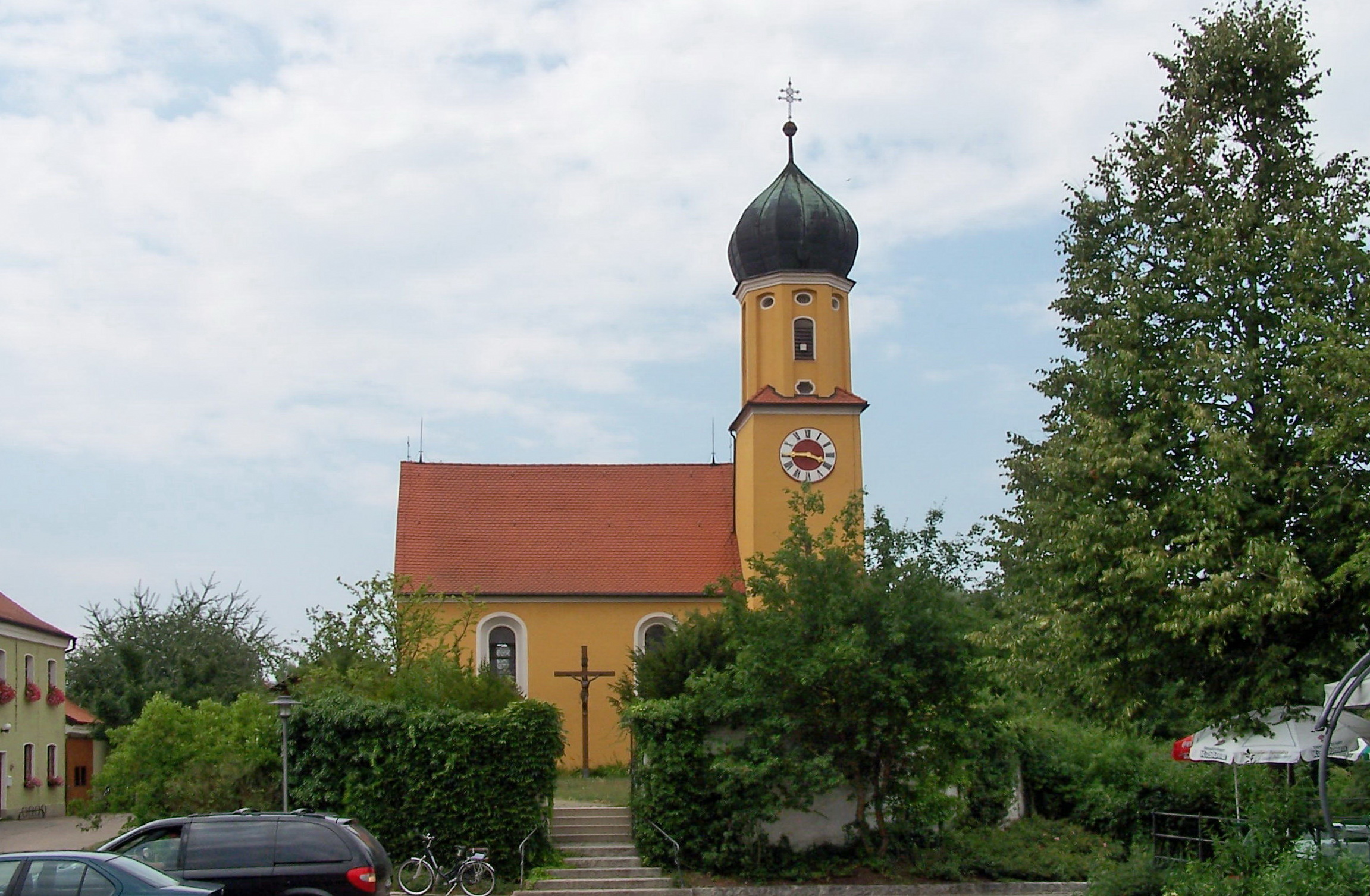
Mariä Himmelfahrt in Sarching

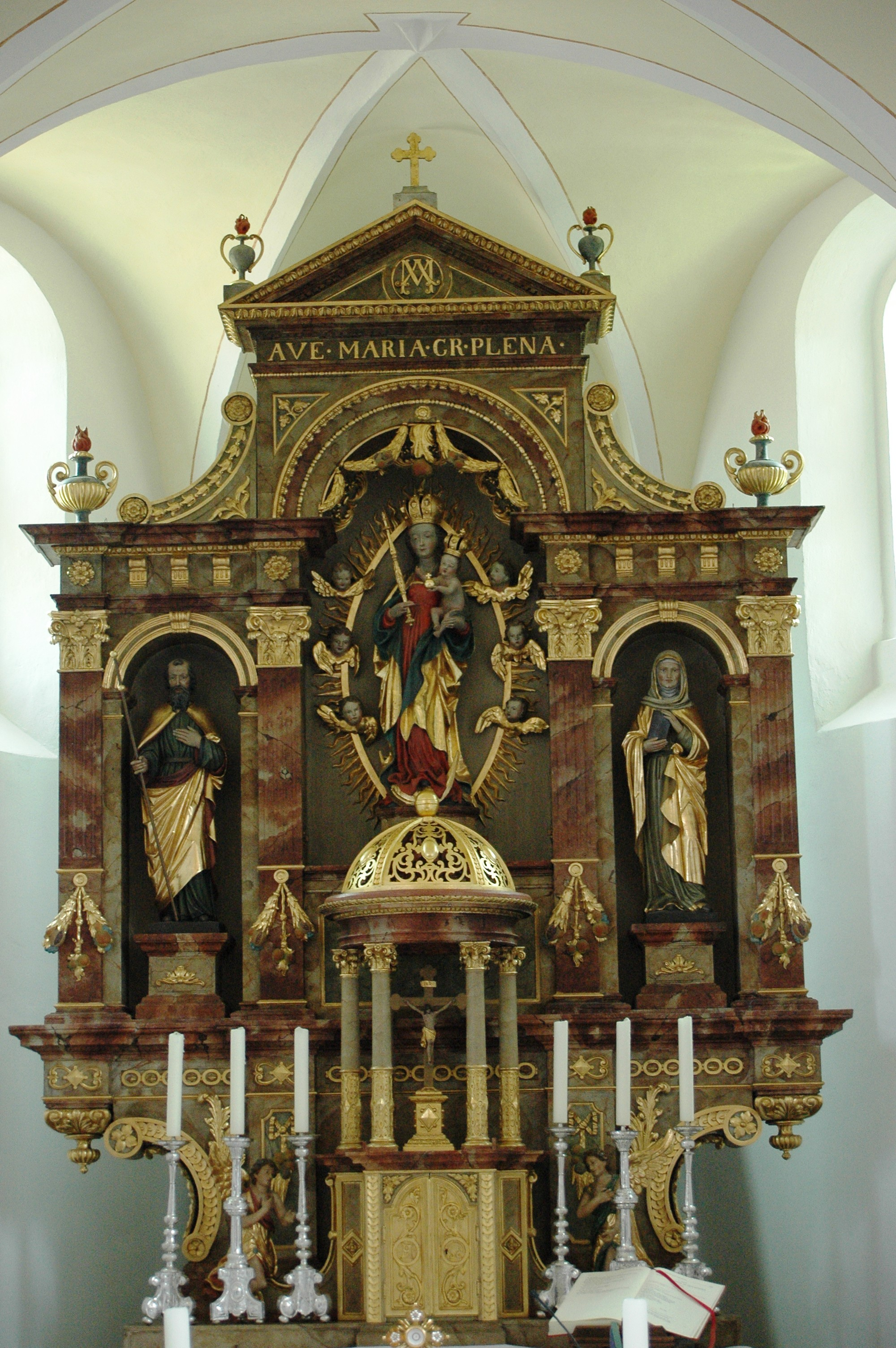
Hochaltar

Mariä Himmelfahrt ist eine denkmalgeschützte römisch-katholische Pfarrkirche am Kirchplatz 1 in Sarching (Gemeinde Barbing) im Landkreis Regensburg (Bayern).
Die Kirche ist ein Saalbau mit Kreuz-Gratgewölbe mit eingezogenem Chor, Flankenturm mit Zwiebelhaube und Vorzeichen. Das Kirchenschiff ist 18 Meter lang und die Höhe des Kirchturms mit barocker Zwiebelhaube und Turmkreuz beträgt 26,5 Meter. Die Kirche stammt von 1762 unter Verwendung älterer Teile. 2008 erfolgte eine Außenrenovierung mit Dachsanierung und Erneuerung des Glockenstuhls. 2010 folgte eine Innenrenovierung.
Der Hochaltar mit spätgotischer Madonna stammt aus dem 19. Jahrhundert und ersetzte den vorherigen Hochaltar. Zur Originalausstattung gehören wahrscheinlich die beiden barocken Seitenaltäre, die der heiligen Familie bzw. dem heiligen Sebastian gewidmet sind.
Die Schleifladen-Orgel mit mechanischer Traktur und sechs Registern stammt von einem unbekannten Erbauer aus der Zeitraum von 1850 bis 1880. Der Kreuzweg von 1886 ist ein Werk von Georg Halter und Vitus Borrowitzka. In der Vorhalle befindet sich unter anderem ein Epitaph von 1556 für Hans Schwefer, dem damaligen Pfleger von Sarching.
Der Kirchhof wurde bis 1959 auch als Friedhof genutzt.

## Glocken
- 190 kg, Tonlage d2 von 1717 von Martin Neumair aus Stadtamhof gegossen. Aufschriften: „Hilfreiche Mutter dir kling ich zu Gfallen“ und „St. Rocho zu Ehren dies Erz soll erschallen“
- 550 kg, Tonlage g1 von 1949 von der Gießerei Karl Hamm in Regensburg gegossen, Aufschrift: „O Rex gloriae veni cum pace“
- 360 kg, Tonlage a1 von 1949 von der Gießerei Karl Hamm in Regensburg gegossen, Aufschrift: „Magnifiact anima mea Dominum“